# Saint-Piat
Pour les articles homonymes, voir Piat (homonymie).
Saint-Piat est une commune française située dans le département d'Eure-et-Loir en région Centre-Val de Loire.

## Géographie

### Situation
Saint-Piat est situé en vallée de l'Eure entre Maintenon (5,5 km) et Chartres (16 km).

Situation géographique
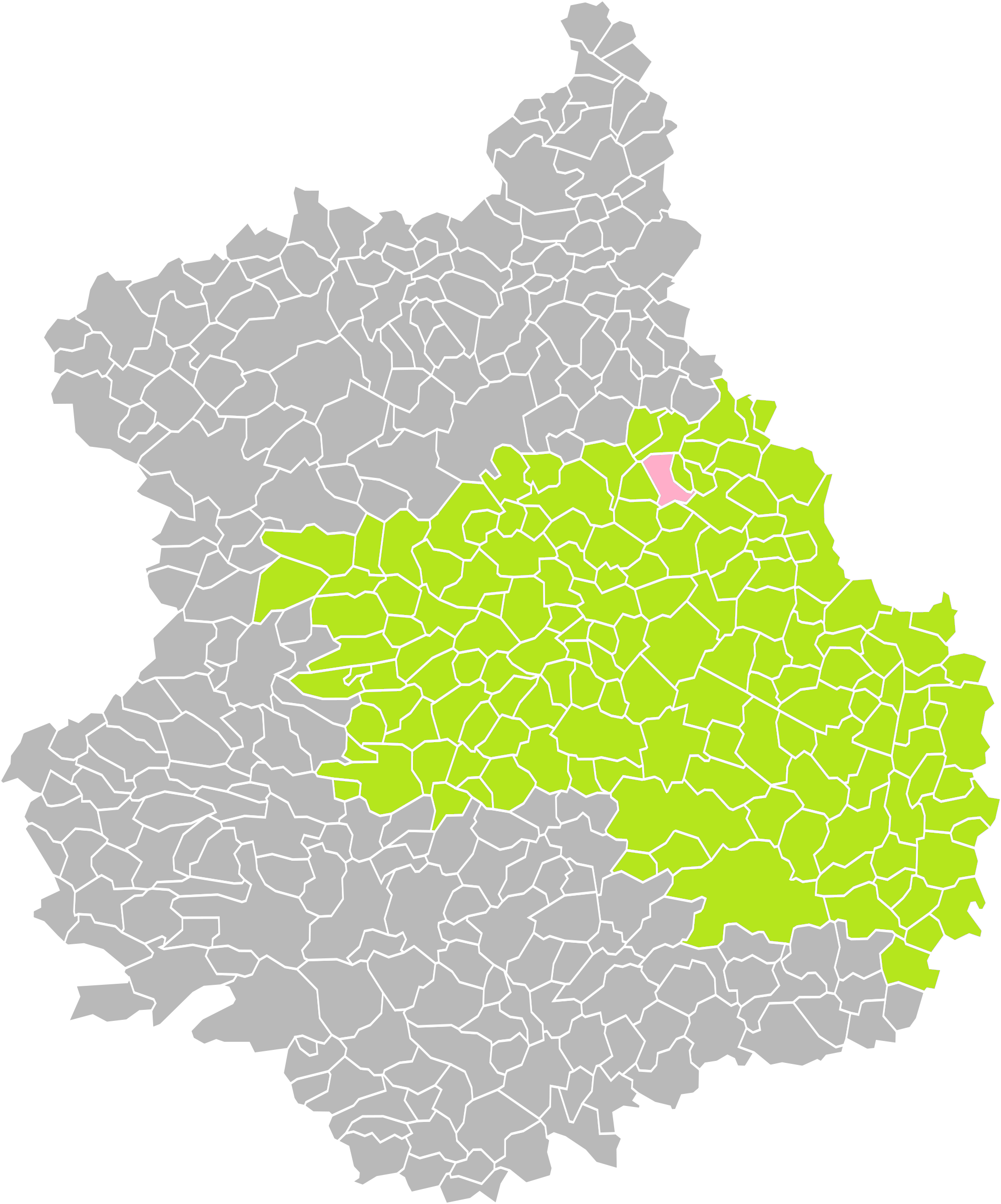
Saint-Piat dans son arrondissement.
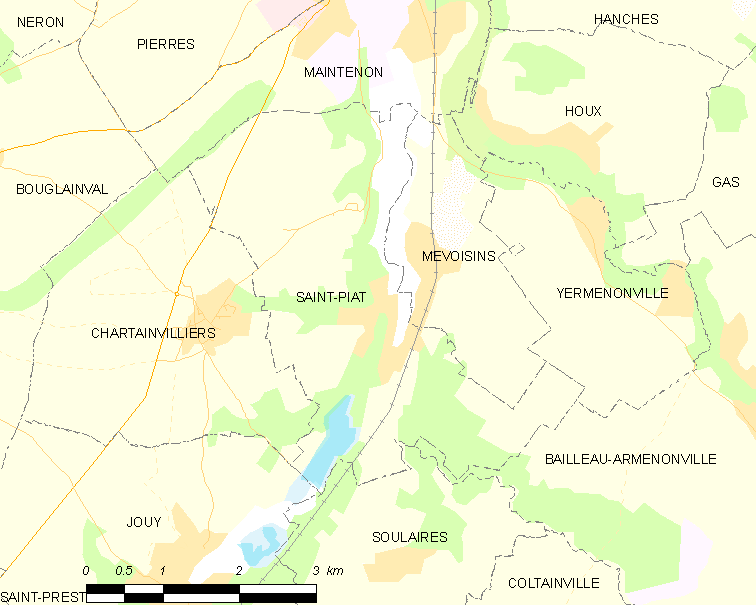
Carte de la commune de Saint-Piat.

### Lieux-dits et écarts
Changé, Grogneul, Dionval.

### Hydrographie
La rivière l'Eure, affluent en rive gauche du fleuve la Seine, traverse la commune.

### Voies de communication et transports

#### Desserte ferroviaire

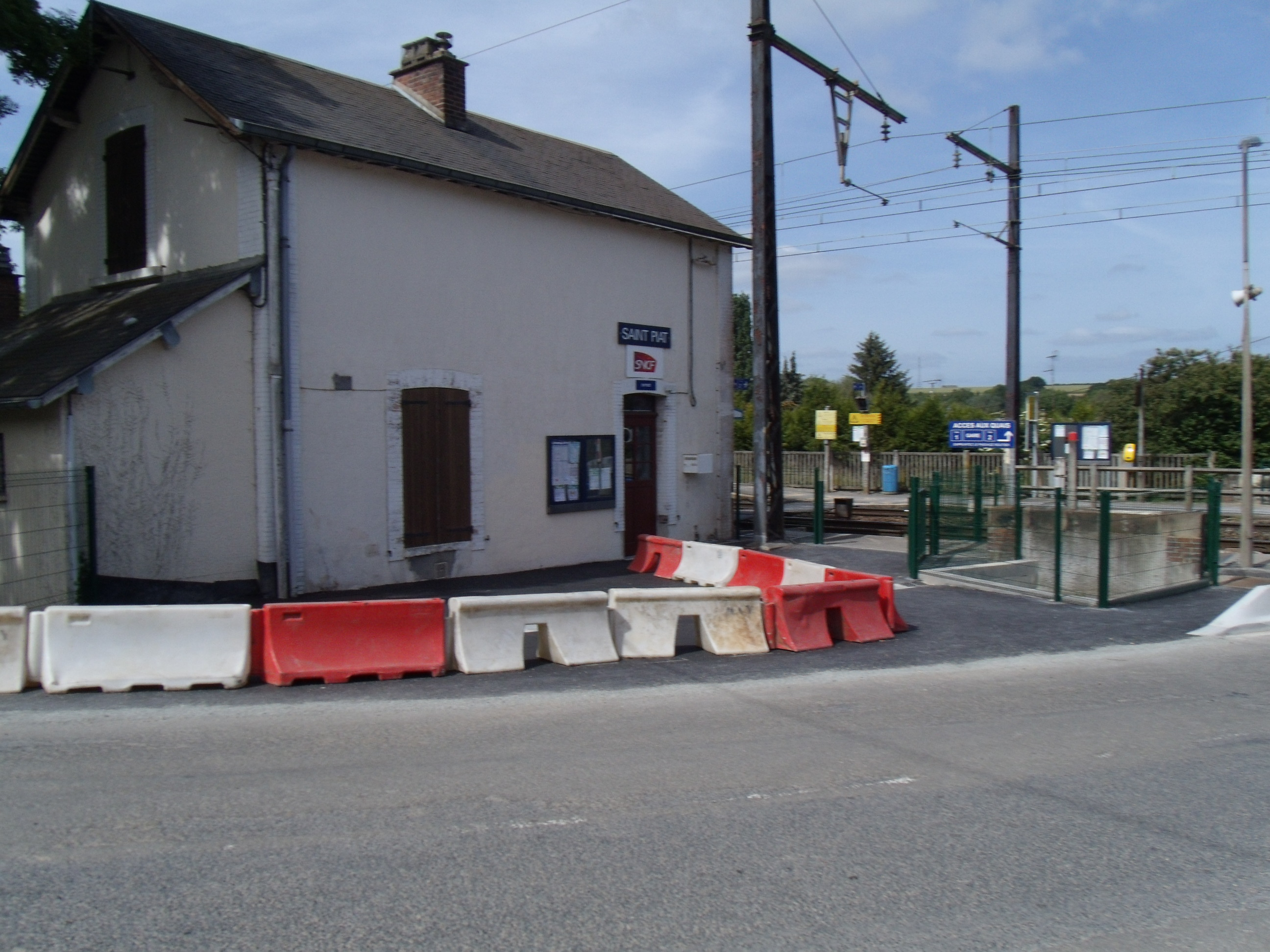
La gare.

La gare SNCF de Saint-Piat se situe sur la ligne de Paris-Montparnasse à Brest, entre la gare de Maintenon et celle de Jouy.

### Climat
Pour des articles plus généraux, voir Climat du Centre-Val de Loire et Climat d'Eure-et-Loir.
En 2010, le climat de la commune est de type climat océanique dégradé des plaines du Centre et du Nord, selon une étude du CNRS s'appuyant sur une série de données couvrant la période 1971-2000. En 2020, Météo-France publie une typologie des climats de la France métropolitaine dans laquelle la commune est exposée à un climat océanique altéré et est dans la région climatique Sud-ouest du bassin Parisien, caractérisée par une faible pluviométrie, notamment au printemps (120 à 150 mm) et un hiver froid (3,5 °C).
Pour la période 1971-2000, la température annuelle moyenne est de 10,7 °C, avec une amplitude thermique annuelle de 14,8 °C. Le cumul annuel moyen de précipitations est de 612 mm, avec 10,7 jours de précipitations en janvier et 7,7 jours en juillet. Pour la période 1991-2020, la température moyenne annuelle observée sur la station météorologique de Météo-France la plus proche, sur la commune de Houx à 3 km à vol d'oiseau, est de 11,2 °C et le cumul annuel moyen de précipitations est de 622,1 mm,. Pour l'avenir, les paramètres climatiques de la commune estimés pour 2050 selon différents scénarios d'émission de gaz à effet de serre sont consultables sur un site dédié publié par Météo-France en novembre 2022.

## Urbanisme

### Typologie
Au 1er janvier 2024, Saint-Piat est catégorisée commune rurale à habitat dispersé, selon la nouvelle grille communale de densité à 7 niveaux définie par l'Insee en 2022.
Elle est située hors unité urbaine. Par ailleurs la commune fait partie de l'aire d'attraction de Paris, dont elle est une commune de la couronne,.

### Occupation des sols
L'occupation des sols de la commune, telle qu'elle ressort de la base de données européenne d’occupation biophysique des sols Corine Land Cover (CLC), est marquée par l'importance des territoires agricoles (64,7 % en 2018), une proportion identique à celle de 1990 (64,7 %). La répartition détaillée en 2018 est la suivante : 
terres arables (56,6 %), forêts (27,1 %), prairies (8,1 %), zones urbanisées (5,2 %), eaux continentales (3,1 %). L'évolution de l’occupation des sols de la commune et de ses infrastructures peut être observée sur les différentes représentations cartographiques du territoire : la carte de Cassini (XVIIIe siècle), la carte d'état-major (1820-1866) et les cartes ou photos aériennes de l'IGN pour la période actuelle (1950 à aujourd'hui).

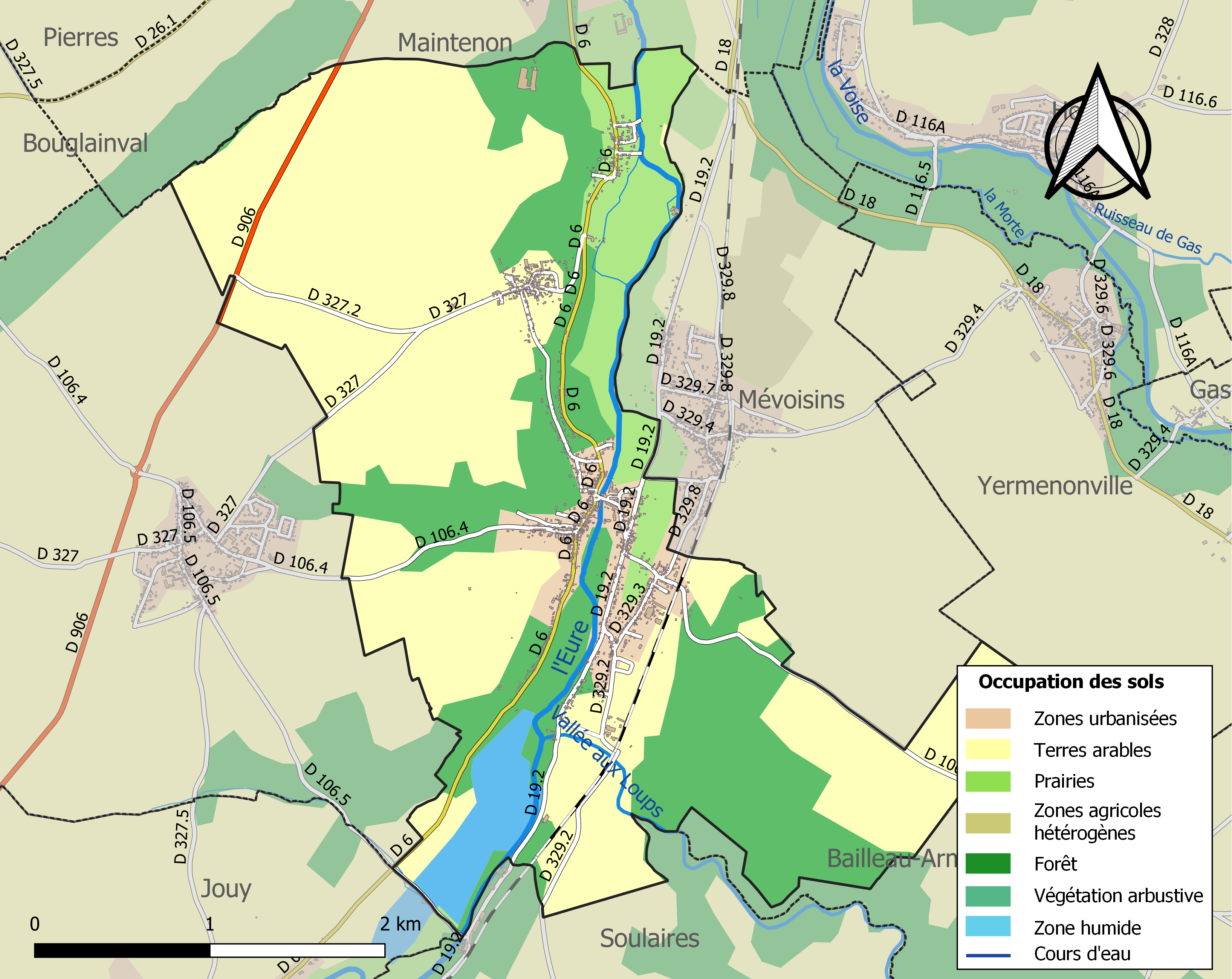
Carte des infrastructures et de l'occupation des sols de la commune en 2018 (CLC).

### Risques majeurs
Le territoire de la commune de Saint-Piat est vulnérable à différents aléas naturels : météorologiques (tempête, orage, neige, grand froid, canicule ou sécheresse), inondations et séisme (sismicité très faible). Il est également exposé à un risque technologique, le transport de matières dangereuses. Un site publié par le BRGM permet d'évaluer simplement et rapidement les risques d'un bien localisé soit par son adresse soit par le numéro de sa parcelle.

#### Risques naturels
Certaines parties du territoire communal sont susceptibles d’être affectées par le risque d’inondation par débordement de cours d'eau et par ruissellement et coulée de boue, notamment l'Eure et la Vallée aux Loups. La commune a été reconnue en état de catastrophe naturelle au titre des dommages causés par les inondations et coulées de boue survenues en 1995, 1999 et 2016,.

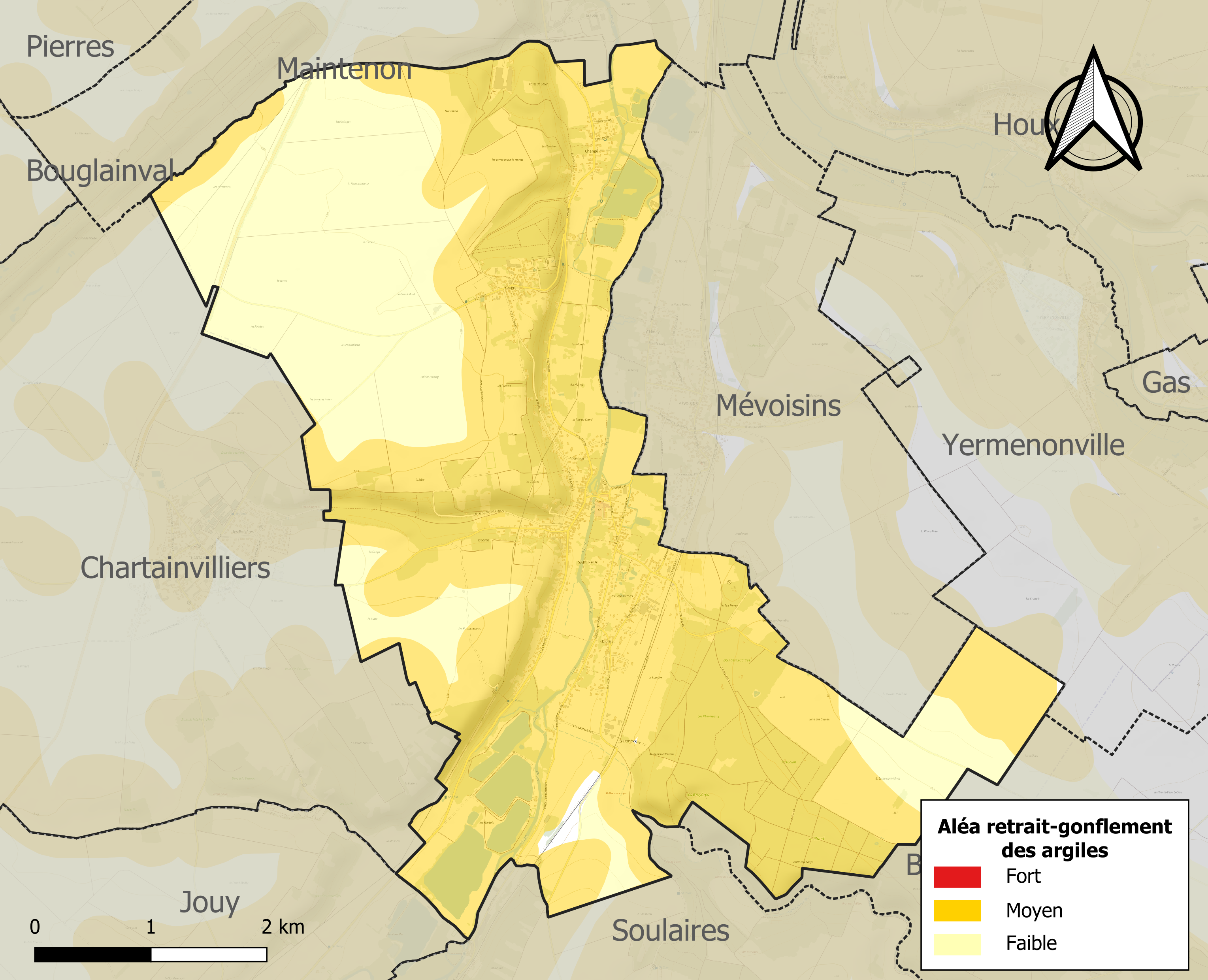
Carte des zones d'aléa retrait-gonflement des sols argileux de Saint-Piat.

Le retrait-gonflement des sols argileux est susceptible d'engendrer des dommages importants aux bâtiments en cas d’alternance de périodes de sécheresse et de pluie. 71,7 % de la superficie communale est en aléa moyen ou fort (52,8 % au niveau départemental et 48,5 % au niveau national). Sur les 590 bâtiments dénombrés sur la commune en 2019, 589 sont en aléa moyen ou fort, soit 100 %, à comparer aux 70 % au niveau départemental et 54 % au niveau national. Une cartographie de l'exposition du territoire national au retrait gonflement des sols argileux est disponible sur le site du BRGM,.
Concernant les mouvements de terrains, la commune a été reconnue en état de catastrophe naturelle au titre des dommages causés par des mouvements de terrain en 1999.

#### Risques technologiques
Le risque de transport de matières dangereuses sur la commune est lié à sa traversée par des infrastructures routières ou ferroviaires importantes ou la présence d'une canalisation de transport d'hydrocarbures. Un accident se produisant sur de telles infrastructures est en effet susceptible d’avoir des effets graves au bâti ou aux personnes jusqu’à 350 m, selon la nature du matériau transporté. Des dispositions d’urbanisme peuvent être préconisées en conséquence.

## Toponymie

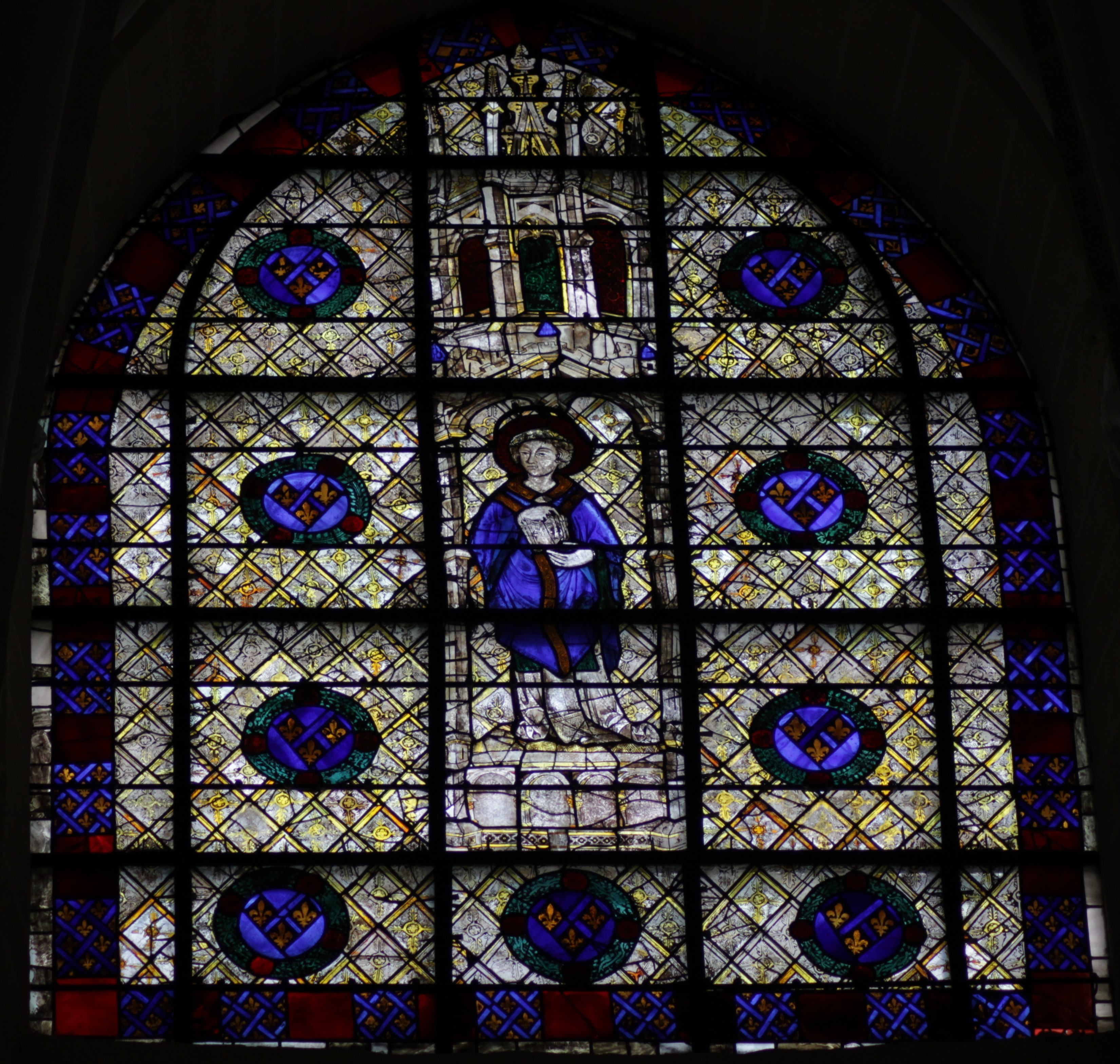
Saint Piat à la cathédrale de Chartres.

Le nom de la localité est attesté sous les formes Sanctus Piatus en 1087 (martyr local), Sanctus Piatus super Auduram vers 1130 (cart. de Josaphat, p. 49).
Saint-Piat est un hagiotoponyme. Selon la légende, saint Piat, né au IIIe siècle à Bénévent en Italie, tente d'évangéliser en pays chartrain mais ne rencontre que des « cœurs endurcis ». Ses reliques seront cependant recueillies, peut-être à l'abbaye de Coulombs, lors des invasions normandes,.
Pendant la Révolution française le village, débaptisé, s'appela Martel-les-Vaux.
Le hameau de Grogneul, ancien village, attesté sous les formes Groynellum en 1300 (polypt. de Chartres), Grongneul en 1334 (ch. du pr. d’Épernon), Groigneul en 1480 (navig. de l’Eure), doit probablement son nom au gaulois grunna, d'où l'ancien français gronne désignant une dépression herbeuse et humide, voire marécageuse.

## Histoire

### Ancien Régime
Le 27 avril 1783, en sonnant les vêpres, le battant de la grosse cloche s'est détaché, tuant Marie Anne Girard âgée de 50 ans, femme d'Emmanuel Mouton, vigneron à Grogneul.

## Politique et administration

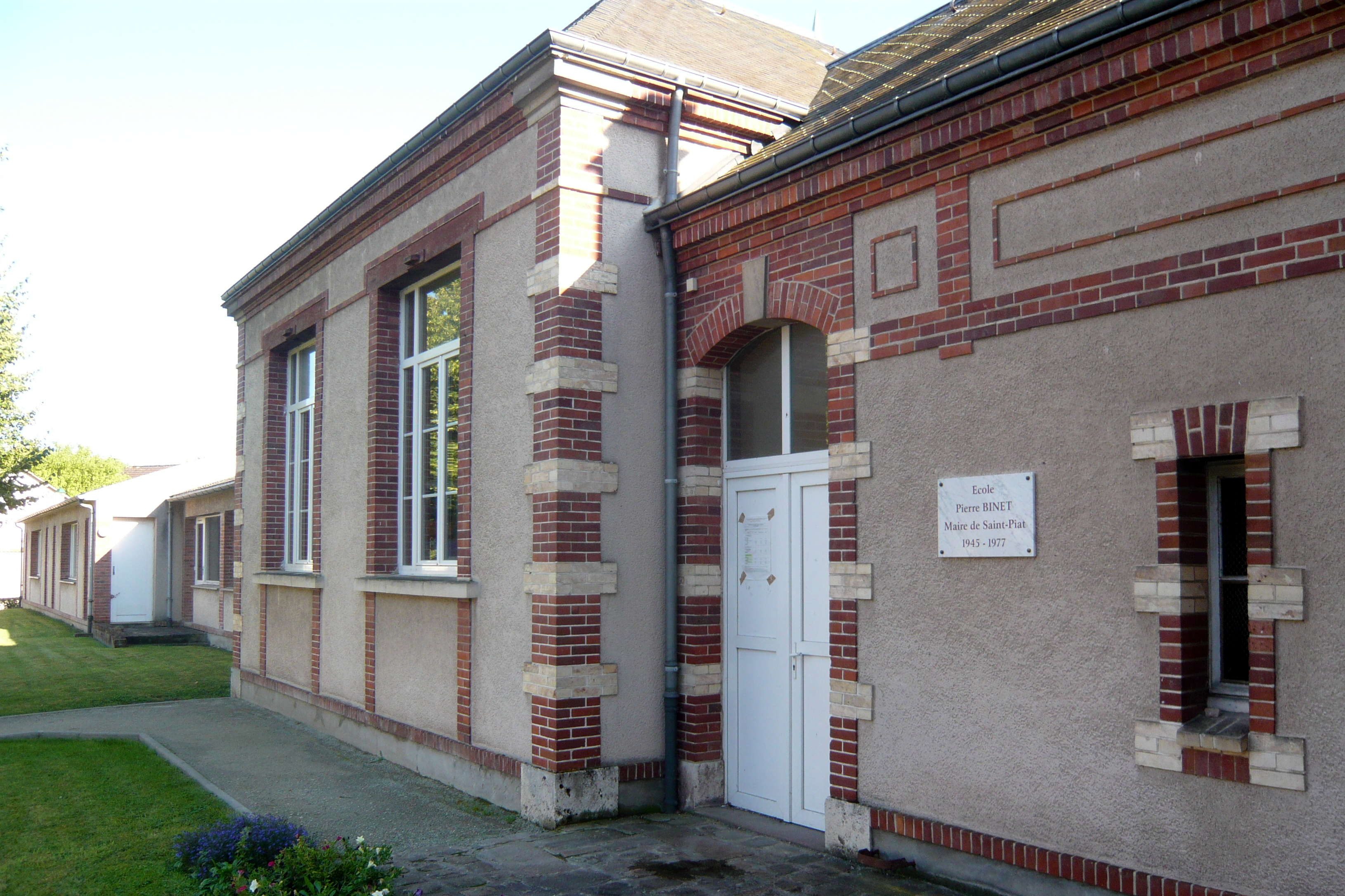
École Pierre-Binet, maire de Saint-Piat de 1945 à 1977.

### Liste des maires
| Période                                  | Période      | Identité          | Étiquette | Qualité             |
| ---------------------------------------- | ------------ | ----------------- | --------- | ------------------- |
| Les données manquantes sont à compléter. |              |                   |           |                     |
| 1945                                     | 1977         | Pierre Binet      | PS        | Artisan             |
| mars 2001                                | mars 2008    | Jean-Pierre Binet | UMP       | Agriculteur         |
| mars 2008                                | juillet 2020 | Michèle Martin    | DVG       | Employée            |
| juillet 2020                             | En cours     | Michael Blanchet  | DVG       | Cadre fonctionnaire |

## Population et société

### Démographie
L'évolution du nombre d'habitants est connue à travers les recensements de la population effectués dans la commune depuis 1793. Pour les communes de moins de 10 000 habitants, une enquête de recensement portant sur toute la population est réalisée tous les cinq ans, les populations de référence des années intermédiaires étant quant à elles estimées par interpolation ou extrapolation. Pour la commune, le premier recensement exhaustif entrant dans le cadre du nouveau dispositif a été réalisé en 2004.

En 2022, la commune comptait 1 121 habitants, en évolution de +7,07 % par rapport à 2016 (Eure-et-Loir : −0,23 %, France hors Mayotte : +2,11 %).
| 1793 | 1800 | 1806 | 1821 | 1831 | 1836 | 1841 | 1846 | 1851 |
| ---- | ---- | ---- | ---- | ---- | ---- | ---- | ---- | ---- |
| 804  | 859  | 892  | 830  | 852  | 871  | 843  | 854  | 856  |

| 1856 | 1861 | 1866 | 1872 | 1876 | 1881 | 1886 | 1891 | 1896 |
| ---- | ---- | ---- | ---- | ---- | ---- | ---- | ---- | ---- |
| 815  | 784  | 777  | 733  | 735  | 723  | 692  | 666  | 654  |

| 1901 | 1906 | 1911 | 1921 | 1926 | 1931 | 1936 | 1946 | 1954 |
| ---- | ---- | ---- | ---- | ---- | ---- | ---- | ---- | ---- |
| 636  | 630  | 618  | 577  | 664  | 675  | 616  | 670  | 582  |

| 1962 | 1968 | 1975 | 1982 | 1990  | 1999  | 2004  | 2006  | 2009  |
| ---- | ---- | ---- | ---- | ----- | ----- | ----- | ----- | ----- |
| 631  | 679  | 832  | 836  | 1 009 | 1 091 | 1 109 | 1 090 | 1 147 |

| 2014  | 2019  | 2022  | - | - | - | - | - | - |
| ----- | ----- | ----- | - | - | - | - | - | - |
| 1 061 | 1 059 | 1 121 | - | - | - | - | - | - |

### Équipements publics
- Un bureau de Poste
- Une école maternelle (avec cantine)
- Une école primaire (avec cantine)
- Un centre aéré indépendant des écoles, géré par la communauté de communes des Portes Euréliennes d'Île-de-France.

## Économie
On trouve à Saint-Piat les commerces suivants : 
- Pharmacie
- Boulangerie pâtisserie
- Coiffeur
- Épicerie générale
- Boucherie
- Restaurant proposant une cuisine française
- Bar-tabac

## Culture locale et patrimoine

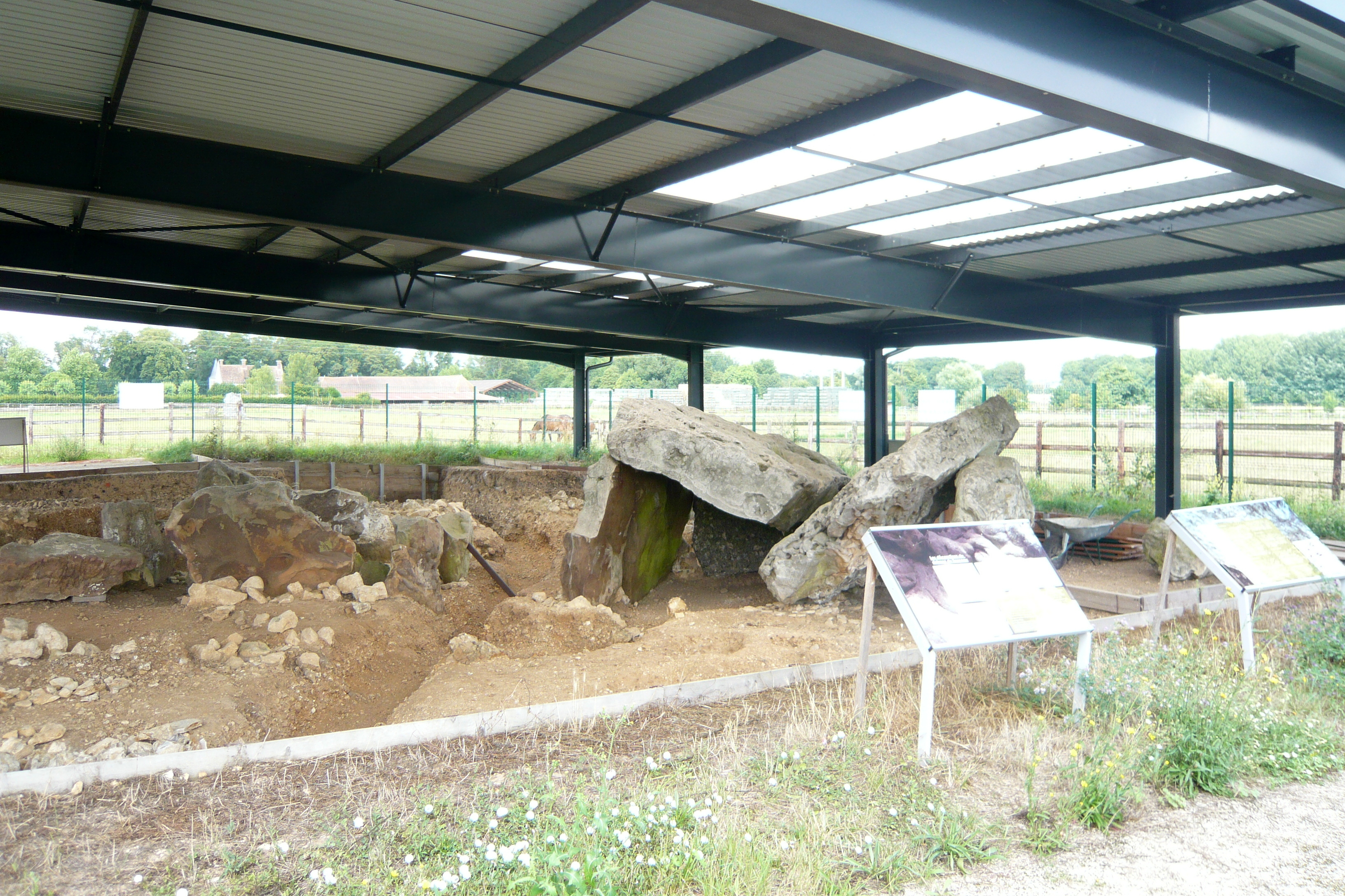
Les dolmens du Berceau et Léon Petit.

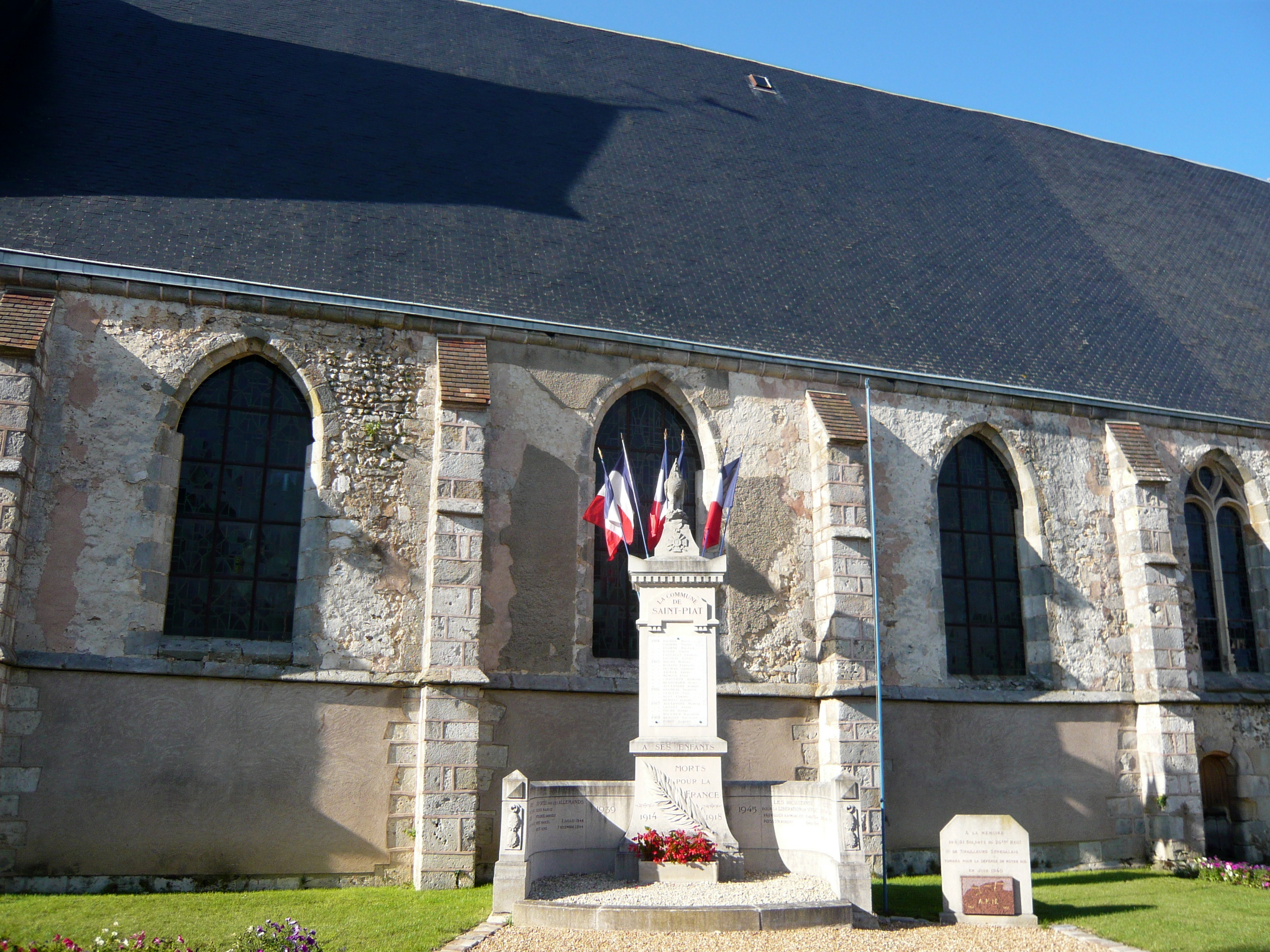
Le monument aux morts devant l'église.

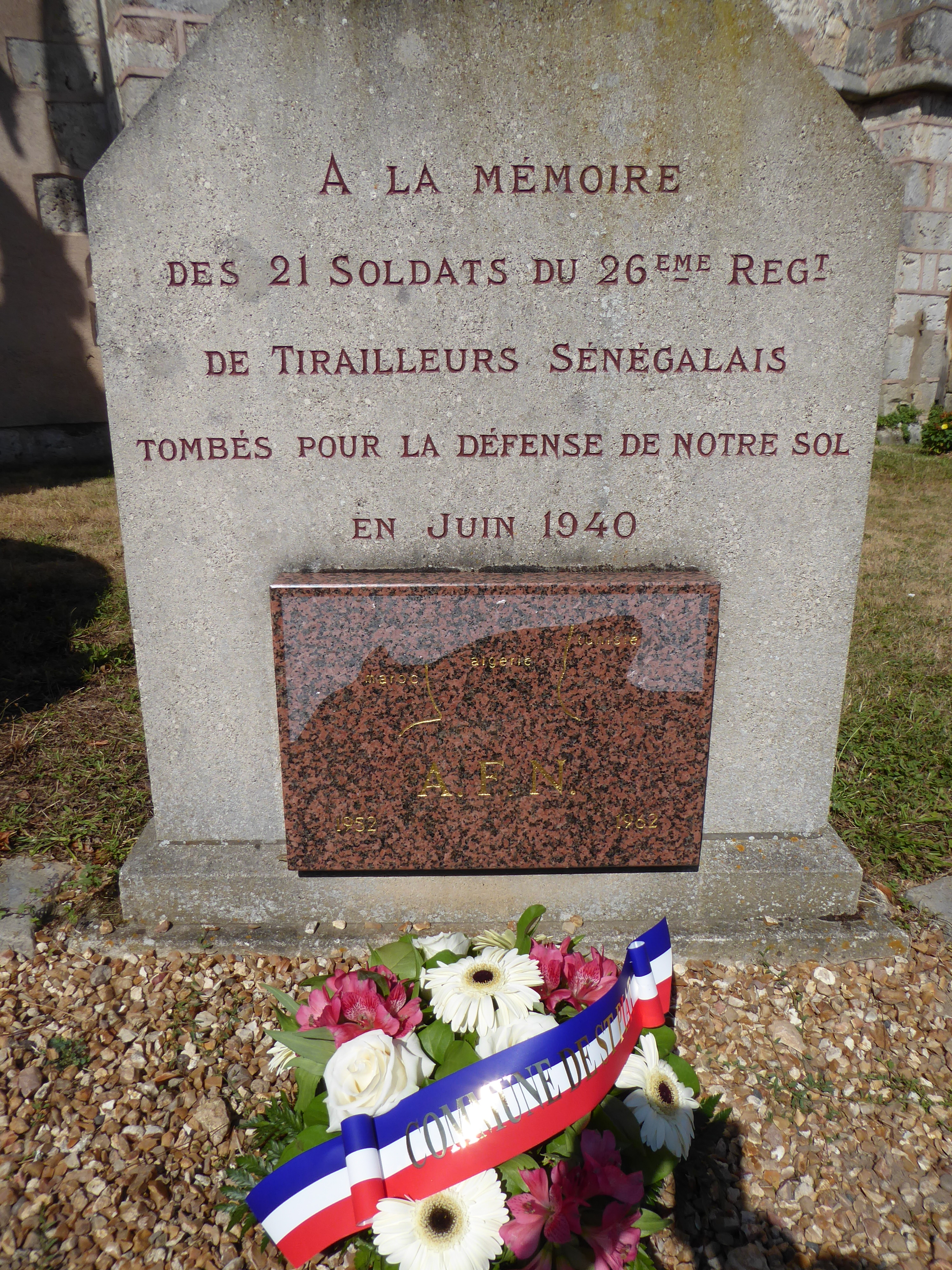
À la mémoire des 21 soldats du 26e RTS.

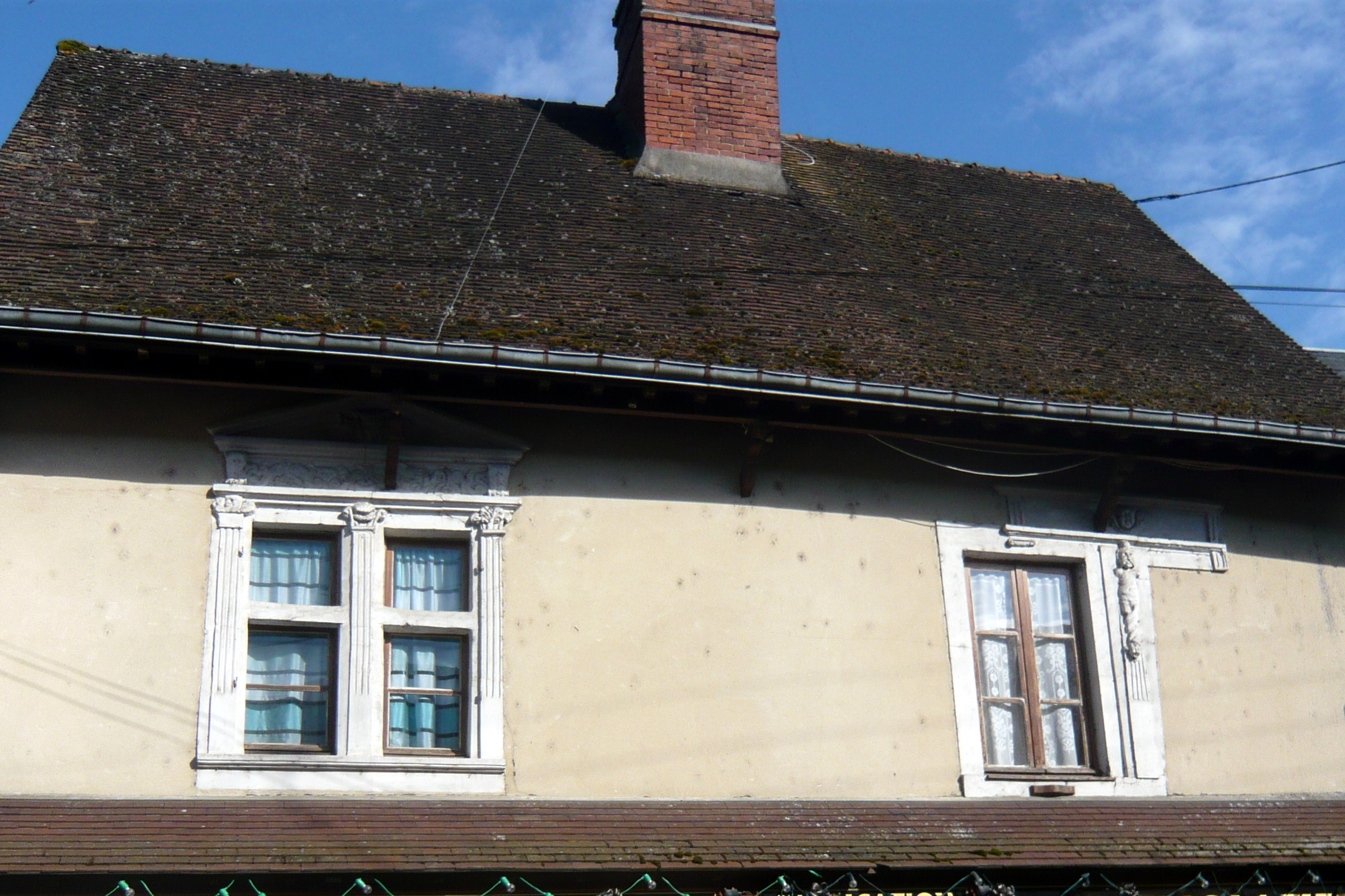
Maison, 11 rue de la République.

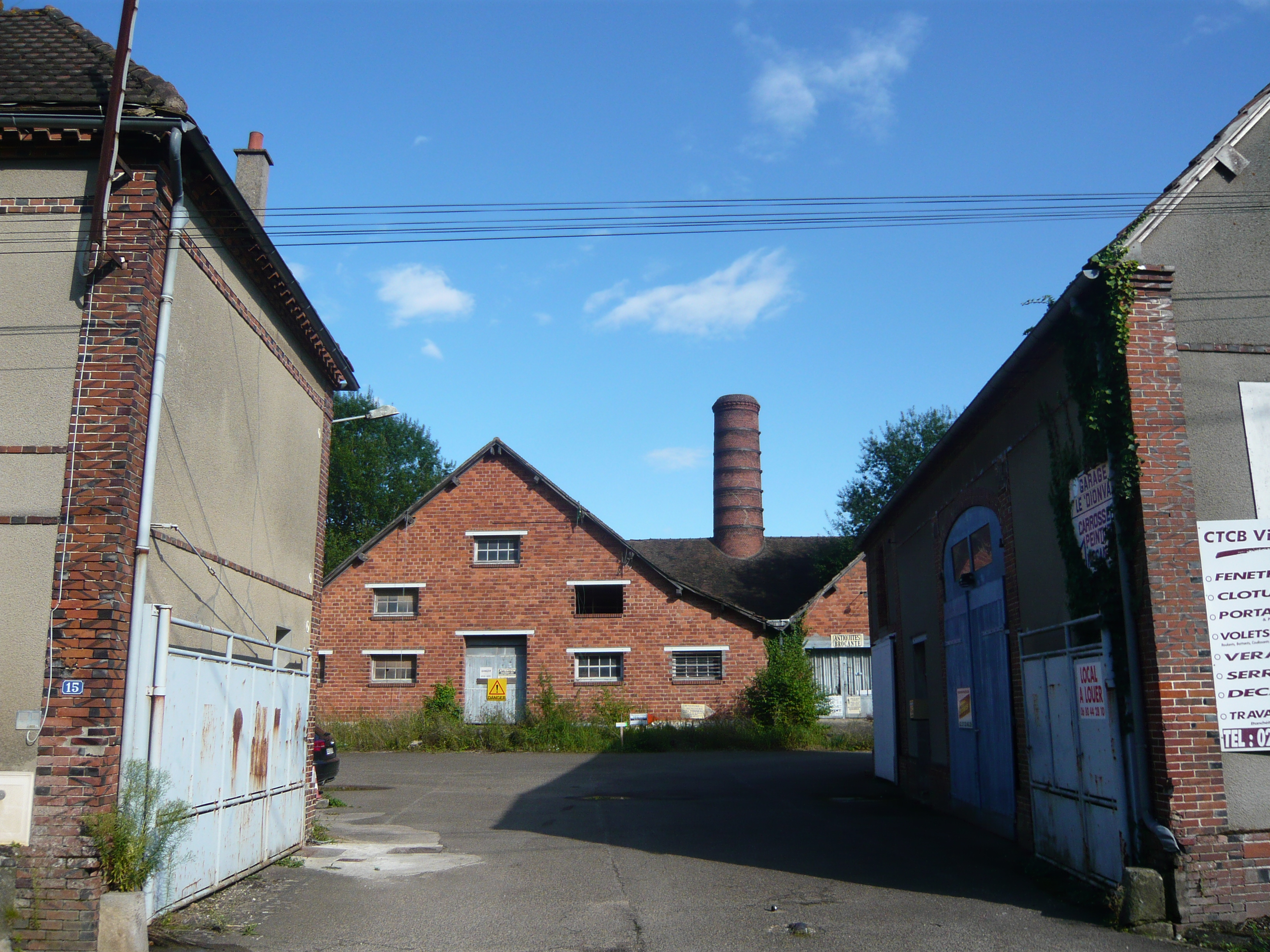
La briqueterie Lambert.

### Lieux et monuments

#### Le site mégalithique de Changé
Classé MH (1974).
Ce site du Néolithique s'étend à la fois sur les communes de Saint-Piat et Maintenon, réunit trois dolmens et un menhir. Il a été notamment fouillé de 1983 à 2000 par Dominique Jagu et son équipe.

#### Le camp de César
Sur le plateau dominant le site archéologique de Changé, le site dit du Camp de César, qui n'est probablement pas un camp romain, est un éperon naturel du type éperon barré qui a été fortifié par le creusement d'un fossé long de 250 m sur 6 m de profondeur renforcé d'un rempart de plus de 7 m de hauteur. L'ensemble couvre une superficie de 5,5 ha. Le site n'a pas été fouillé mais il date probablement du début de l'époque gallo-romaine.

#### L'église Saint-Piat et le monument aux morts
Cette église du XVIe siècle abrite plusieurs objets classés au titre de monuments historiques, dont un sarcophage du IVe siècle ou Ve siècle, peut-être d'origine provençale, dans lequel auraient été déposés les restes de saint Piat avant d'être transférés à la cathédrale de Chartres dans la chapelle du même nom. D'autres œuvres classées sont cependant portées disparues, détruites ou non localisées.
À droite du monument aux morts surmonté du coq français, une stèle rend hommage « A la mémoire des 21 soldats du 26e régiment de tirailleurs sénégalais tombés pour la défense de notre sol en juin 1940 ».

#### La maison duXVIesiècle
Inscrit MH (1928).
Cette maison est située 11 rue de la République, anciennement rue Bourgeois. Sa particularité est de présenter, au premier étage, deux fenêtres du XVIe siècle.

#### La briqueterie Lambert
Inscrit MH (1999).
Ce patrimoine industriel figure parmi les quatre sites retenus en Eure-et-Loir dans le plan de sauvegarde du patrimoine par la mission Bern.

#### Le moulin

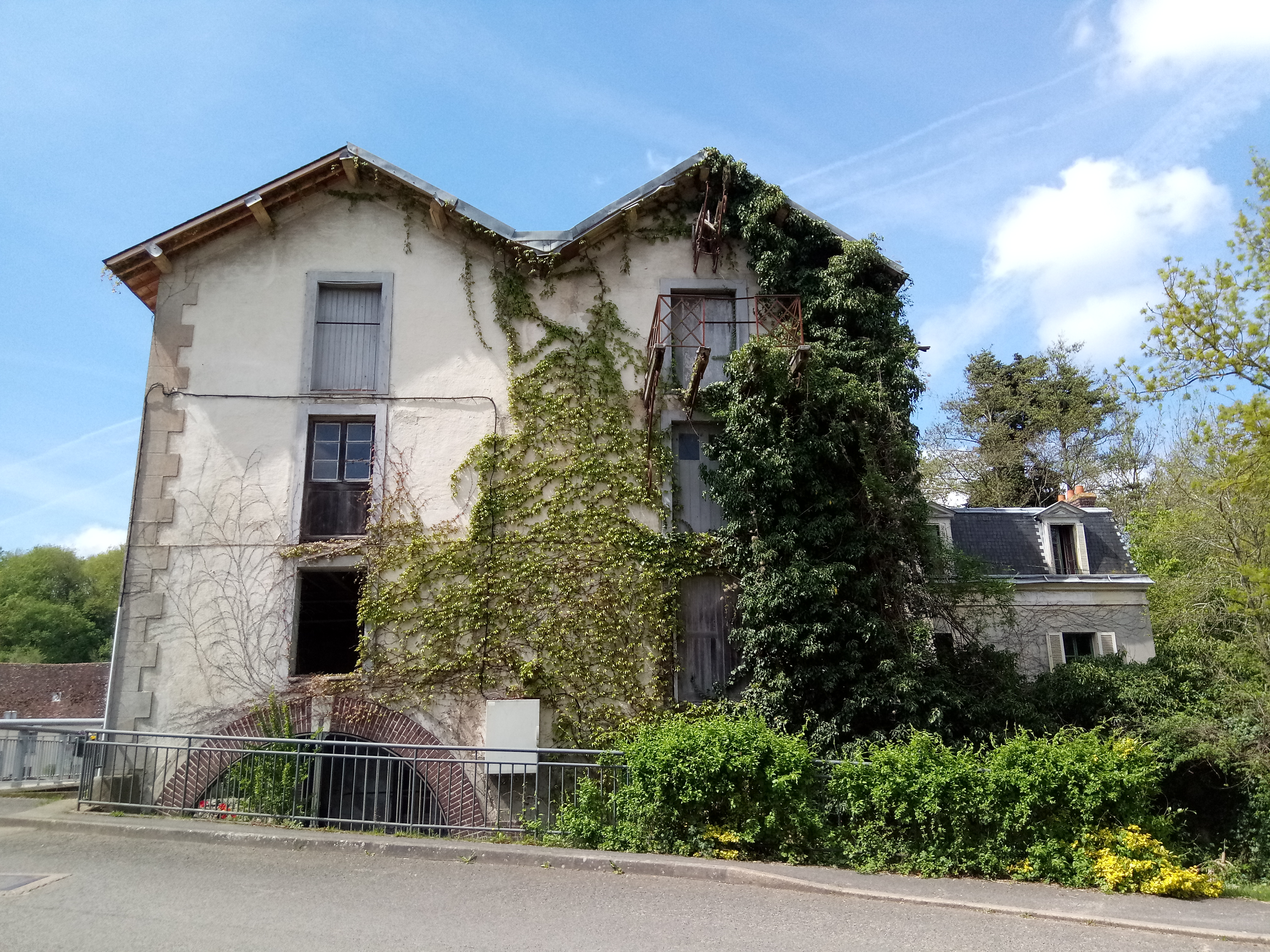
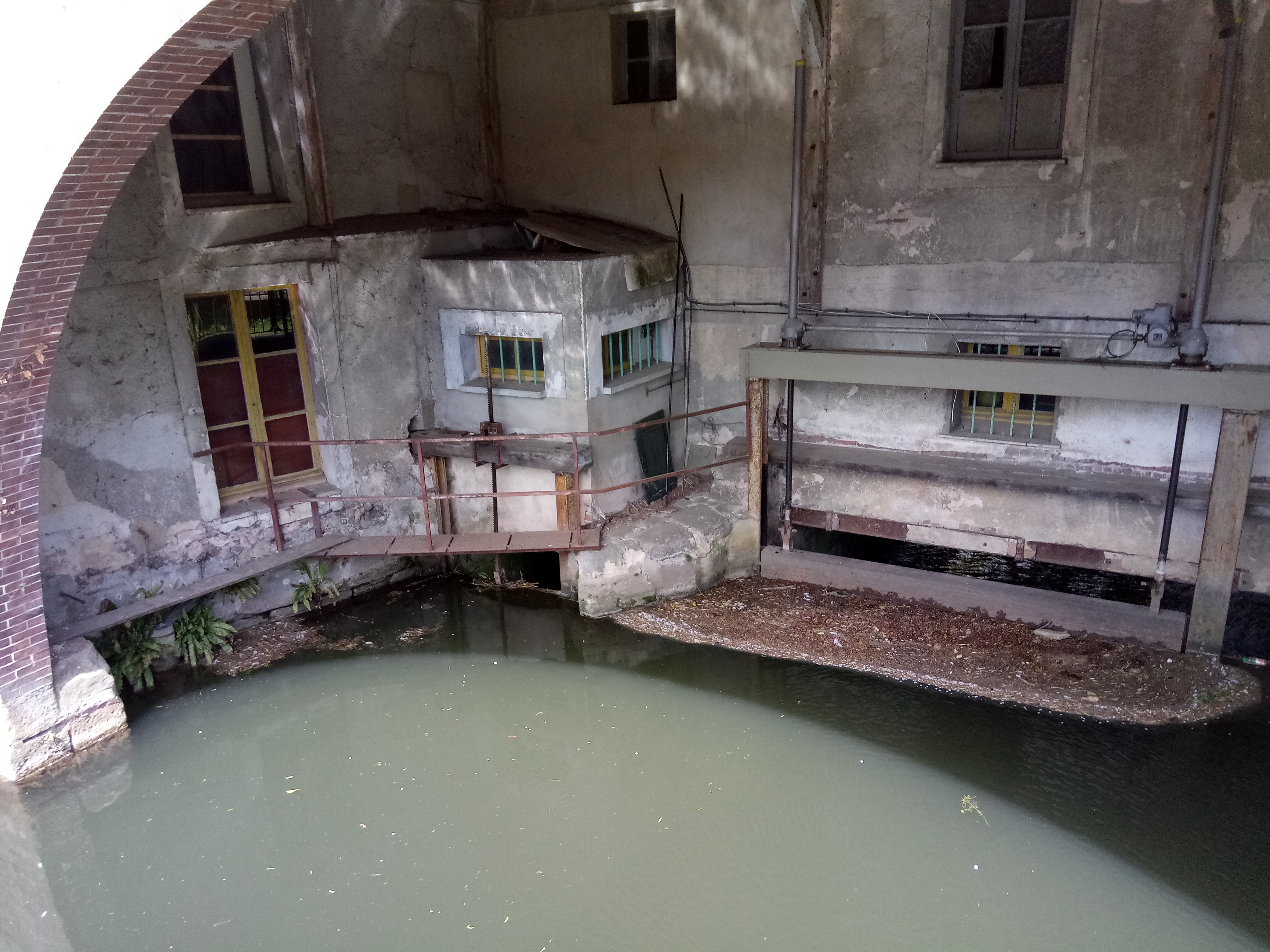

Le moulin
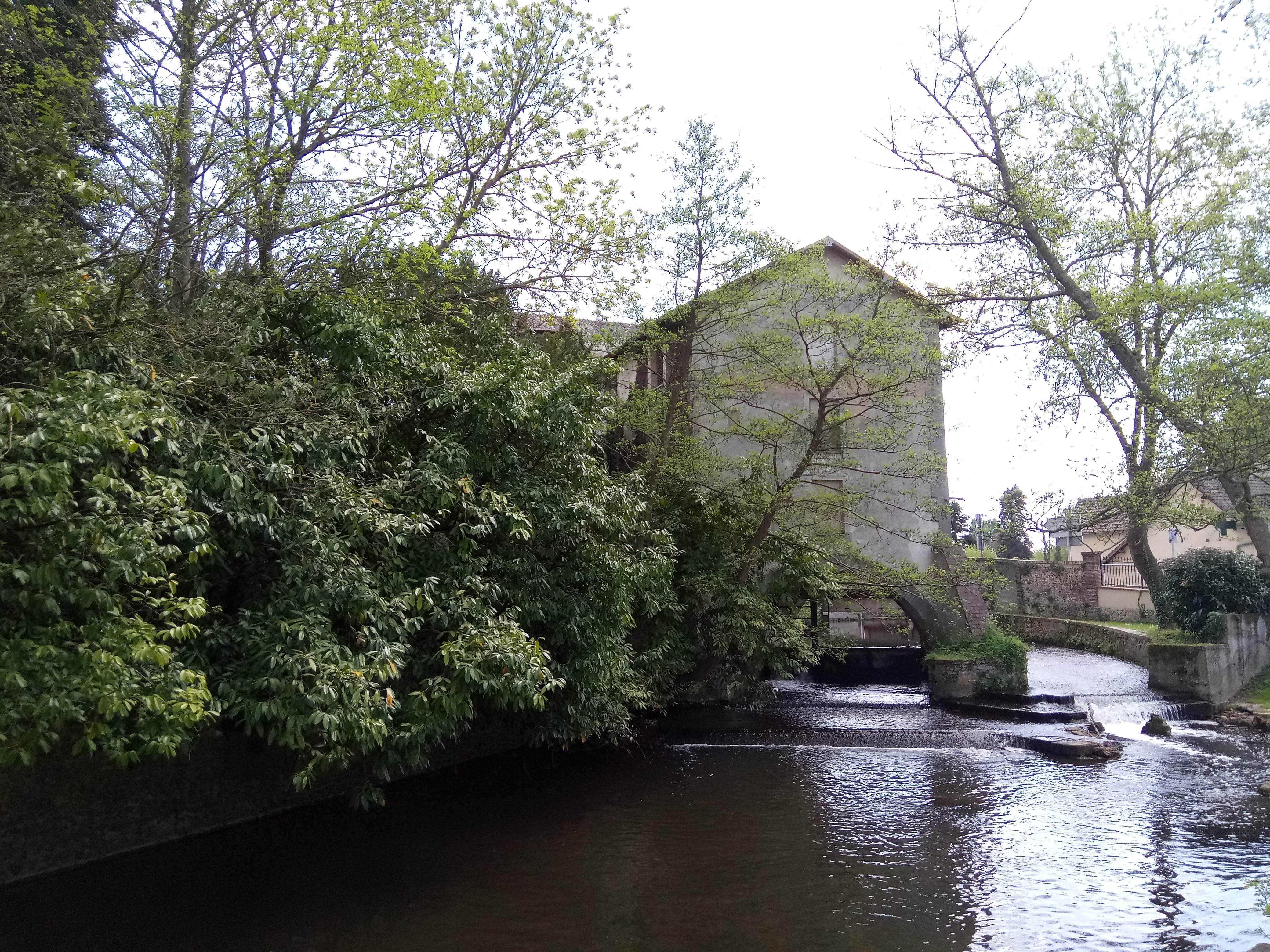
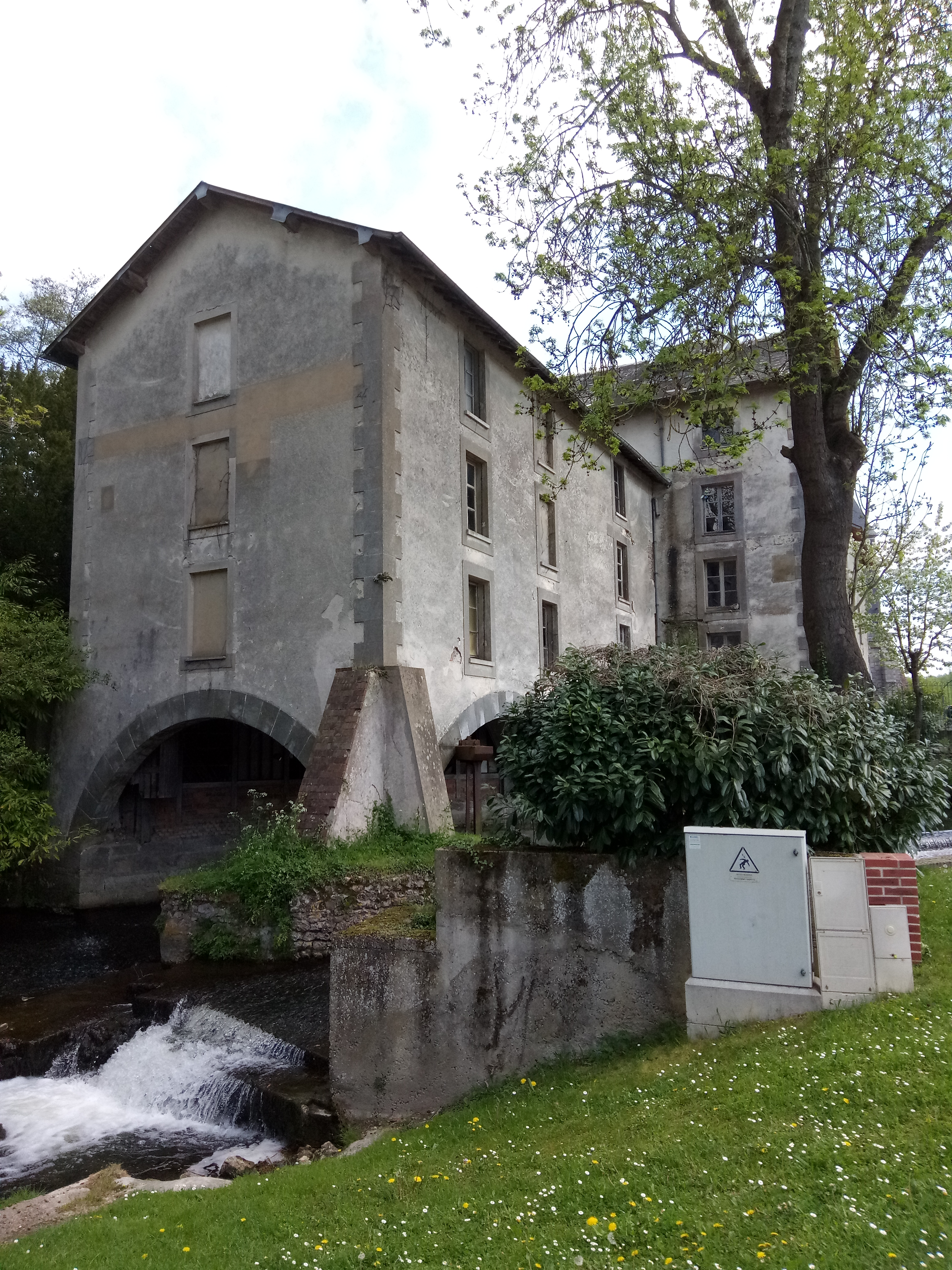
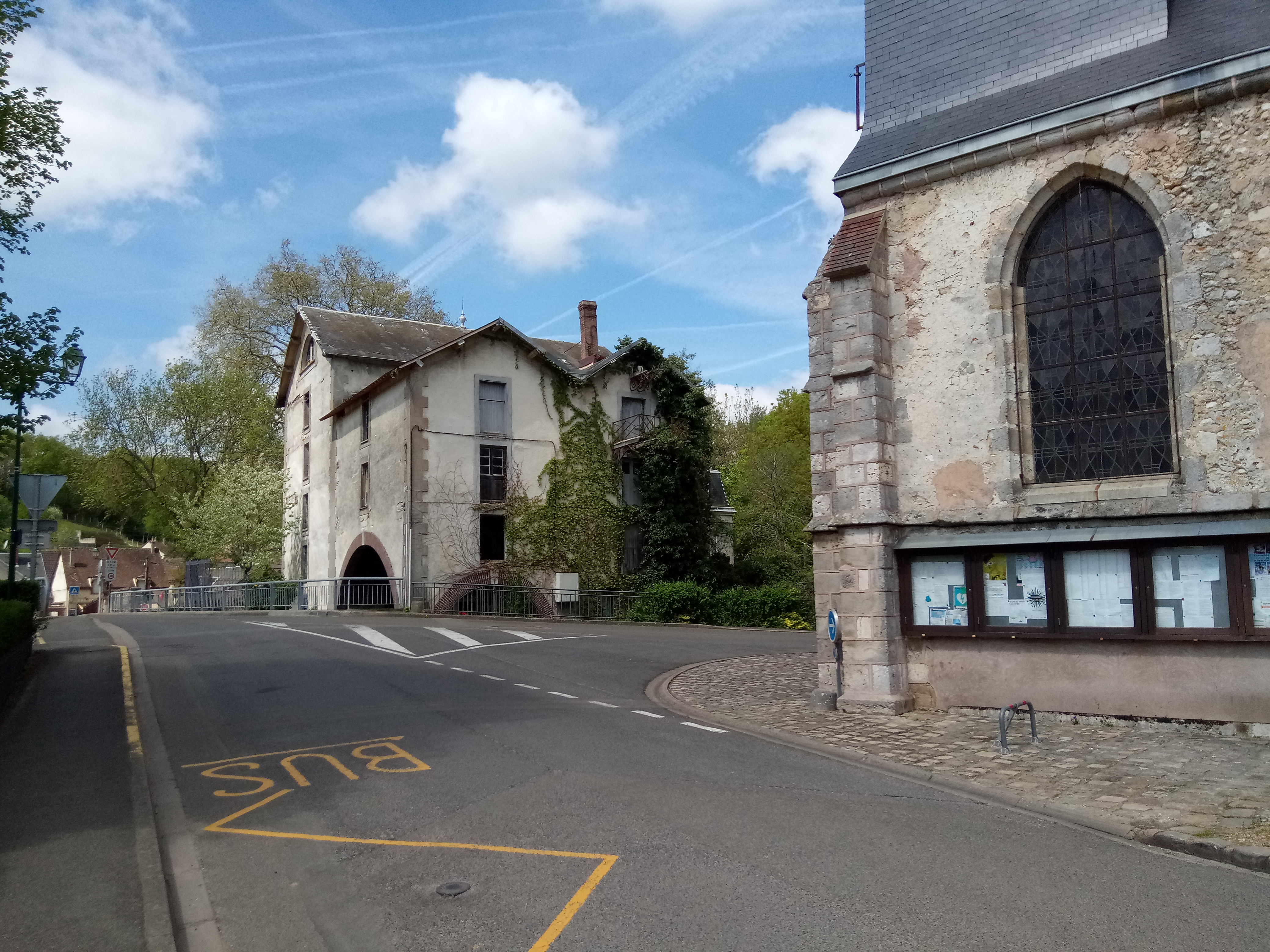

### Personnalités liées à la commune
- Esprit-Aimé Libour (1784-1846), peintre et portraitiste. Ses parents, tous deux originaires de Chartres, se sont mariés à Saint-Piat le 30 octobre 1781.
- Constant Duval (1877-1956), artiste peintre, dessinateur et affichiste, y a vécu et y est décédé ;
- Bernard Friot, auteur pour la jeunesse, y est né en 1951.

### Blasonnement
|  | Les armoiries de Saint-Piat se blasonnent ainsi : De gueules au chevron d'or. |